# Тренькіно
Тре́нькіно (рос. Тренькино, чув. Треньккă) — присілок у Чувашії Російської Федерації, центр Ільїнського сільського поселення Моргауського району.
Населення — 340 осіб (2010; 323 в 2002, 193 в 1979; 207 в 1939, 248 в 1926, 207 в 1906, 88 1858). Національний склад — чуваші, росіяни та інші.

## Історія
Історична назва — Тренькін. Утворився як околоток присілку Янаптплова-Яндіарова (нині не існує). До 1866 року селяни мали статус державних, займались землеробством, тваринництвом. 1931 року утворено колгосп «Перше травня». До 1920 року присілок перебував у складі Татаркасинської волості Козьмодемьянського, до 1927 року — Чебоксарського повіту. 1927 року присілок переданий до складу Татаркасинського району, 1939 року — до складу Сундирського, 1962 року — до складу Чебоксарського, 1964 року — до складу Моргауського району.

## Господарство
У присілку діють школа, дитячий садок, амбулаторія, клуб, бібліотека, пошта, спортивний майданчик, магазин.